# Ischnocanaba euryzona
Ischnocanaba euryzona är en fjärilsart som beskrevs av Bradley 1961. Ischnocanaba euryzona ingår i släktet Ischnocanaba och familjen hålmalar, (Heliozelidae). Inga underarter finns listade i Catalogue of Life.